# Orangespetsad gråmal
Orangespetsad gråmal (Pseudoswammerdamia combinella) är en fjärilsart som beskrevs av Jacob Hübner 1786. Orangespetsad gråmal ingår i släktet Pseudoswammerdamia och familjen spinnmalar. Arten är reproducerande i Sverige. Inga underarter finns listade i Catalogue of Life.